# Vitali Davydov
Pour les articles homonymes, voir Davydov.
Temple de la renommée de l'IIHF : 2004
Temple de la renommée russe : 2004
Vitali Semionovitch Davydov - en russe Виталий Семёнович Давыдов - (né le 1er avril 1939 à Moscou en URSS) est un joueur professionnel russe de hockey sur glace. Il a été admis au Temple de la renommée de la Fédération internationale de hockey sur glace en 2004.

## Carrière de joueur
Il commence sa carrière professionnelle en championnat d'URSS avec le Dynamo Moscou en 1957. En 1973, il met un terme à sa carrière. Il termine avec un bilan de 548 matchs et 18 buts en élite.

## Carrière internationale
Il a représenté l'URSS à 178 reprises (8 buts) sur une période de 11 ans de 1961 à 1972. Il a remporté l'or aux Jeux olympiques de 1964, 1968 et 1972. Il a participé à neuf éditions des championnats du monde pour autant de médailles d'or.

## Trophées et honneurs personnels
- URSS
  - 1962, 1966, 1967, 1968, 1969, 1970 : élu dans l'équipe d'étoiles.
- Championnat du monde
  - 1967 : élu meilleur défenseur.

## Statistiques

### En équipe nationale
| Année | Équipe | Événement |    | PJ | B | A | Pts | Pun           |  | Résultat |
| 1963  | URSS   | CM        | 6  | 0  | 2 | 2 | 4   | Médaille d'or |  |          |
| 1964  | URSS   | CM et JO  | 7  | 1  | 1 | 2 | 4   | Médaille d'or |  |          |
| 1965  | URSS   | CM        | 6  | 0  | 1 | 1 | 0   | Médaille d'or |  |          |
| 1966  | URSS   | CM        | 7  | 0  | 0 | 0 | 2   | Médaille d'or |  |          |
| 1967  | URSS   | CM        | 7  | 0  | 0 | 0 | 2   | Médaille d'or |  |          |
| 1968  | URSS   | CM et JO  | 7  | 0  | 4 | 4 | 4   | Médaille d'or |  |          |
| 1969  | URSS   | CM        | 9  | 0  | 1 | 1 | 2   | Médaille d'or |  |          |
| 1971  | URSS   | CM        | 10 | 0  | 1 | 1 | 2   | Médaille d'or |  |          |
| 1972  | URSS   | JO        | 4  | 0  | 1 | 1 | 4   | Médaille d'or |  |          |